# Jevnica (potok)
Jevnica je potok, ki svoje vode nabira v hribovju vzhodno od Ljubljane, v okolici vasi Janče. Kot desni pritok se pri vasi Jevnica izliva v reko Savo. Njeni večji pritoki so Brajdov potok in Koparjev graben, Pesarjev potok, Jevniški potok in Štefuljev potok.